# Heinrich Sulzer-Steiner

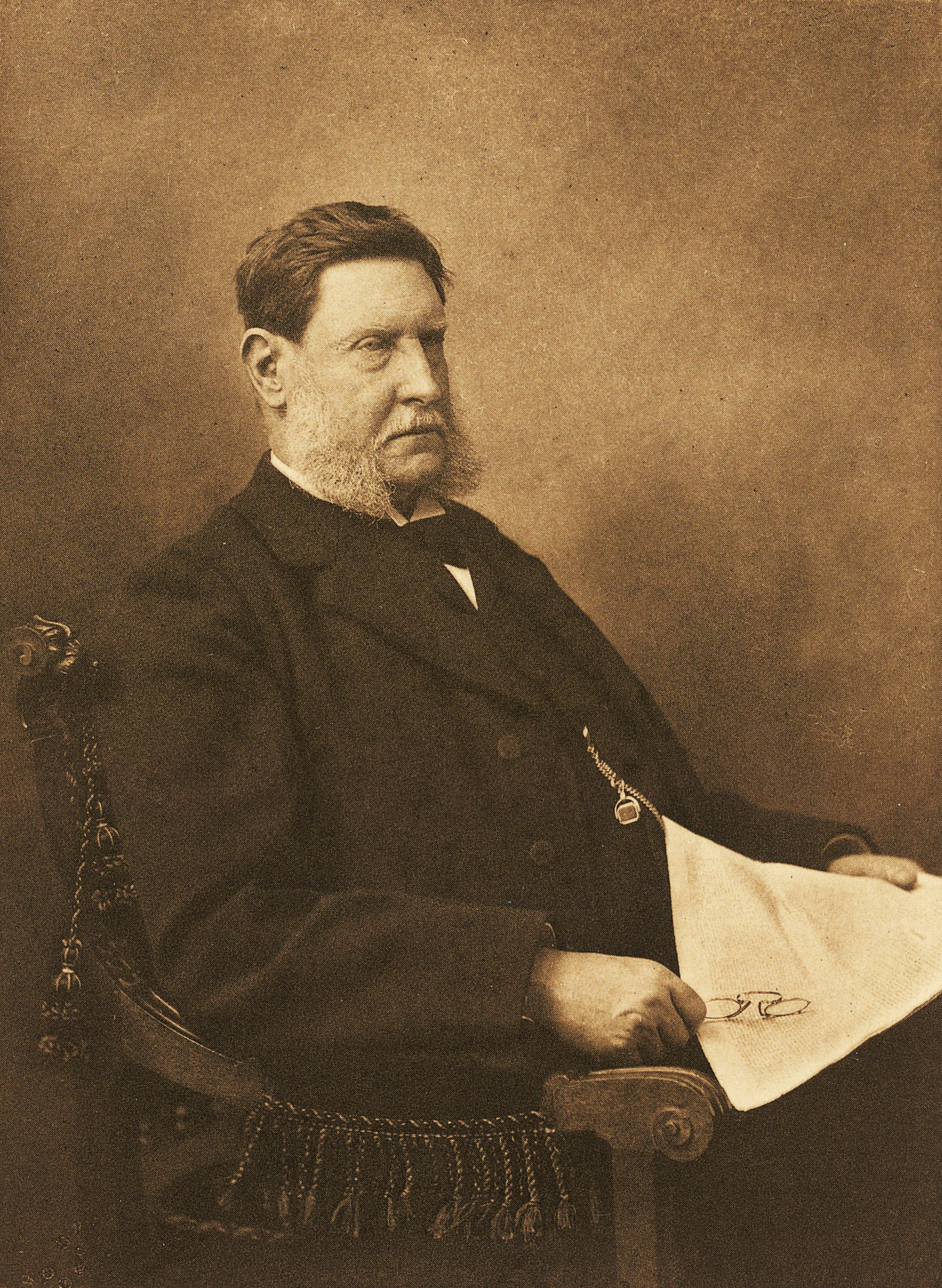
Heinrich Sulzer-Steiner

Heinrich Sulzer-Steiner (* 19. März 1837 in Winterthur; † 11. Mai 1906 in Bern) war ein Schweizer Ingenieur und Maschinenfabrikant.

## Leben
Heinrich Sulzer-Steiner war der älteste Sohn des Giesserei-Unternehmers Johann Jakob Sulzer, einem der Gründer der späteren Sulzer AG. Sein jüngerer Brüder war Eduard Sulzer-Ziegler. 1862 heiratete er Bertha Louise Steiner, die Tochter des früheren Winterthurer Stadtpräsidenten Karl Eduard Steiner. Seine Söhne Carl Jakob, Hans und Robert Heinrich Sulzer folgten ihm in die Unternehmung, Carl wurde später Nationalrat.
Nach Absolvierung von Volksschule und Gymnasium in Winterthur und einer Ausbildung im väterlichen Betrieb begann er im Alter von 18 Jahren ein Studium am Polytechnikum Karlsruhe. Praktika absolvierte er in der Cramer-Klett'schen Fabrik in Nürnberg und einem Konstruktionsbüro der Österreichischen Lloyd in Triest. Ein Englandaufenthalt nach dem Studium zur Erlangung praktischer Erfahrungen musste er nach einem Jahr abbrechen, um seinen erkrankten Vater im Familienbetrieb zu unterstützen. Er wirkte bei der Entwicklung von Dampfmaschinen und im Heizungsbau mit. Ende der 1850er-Jahre trat er in die Leitung des Unternehmens ein. Zu diesem Zeitpunkt beschäftigte der Betrieb ungefähr 500 Personen. Ab 1872 war Heinrich Sulzer-Steiner ältester Chef des Familienunternehmens und blieb dies bis zu seinem Tod. Zum Zeitpunkt seines Todes beschäftigte das Unternehmen ungefähr 3500 Mitarbeiter am Standort Winterthur und knapp 1000 Mitarbeiter am Standort Ludwigshafen. Er führte die Wasser-Dampf-Heizung ein und entwickelte zusammen mit Charles Brown die Ventildampfmaschine.
Er war 1883 Mitgründer des Vereins Schweizer Maschinen-Industrieller (VSM, 1999 zur Swissmem fusioniert) und bis zu seinem Tod deren Vizepräsident. Ebenfalls war er Mitglied des Vereins Deutscher Ingenieure (VDI).

## Ehrungen und Auszeichnungen
- Ehrenmitgliedschaft des Schweizerischen Ingenieur- und Architekten-Vereins
- Ehrenmitgliedschaft der Naturforschenden Gesellschaft Winterthur

- 1900: Grashof-Denkmünze des VDI
- 1904: Doktor-Ingenieur ehrenhalber der Grossherzoglichen technischen Hochschule Karlsruhe